# کوسوینسکی کامن
کوسوینسکی کامن (روسی: Косвинский камень, Косьвинский камень, Ростесной камень) یک کوه در استان سوردلوفسک کشور روسیه است.